# Continuum (Musikinstrument)

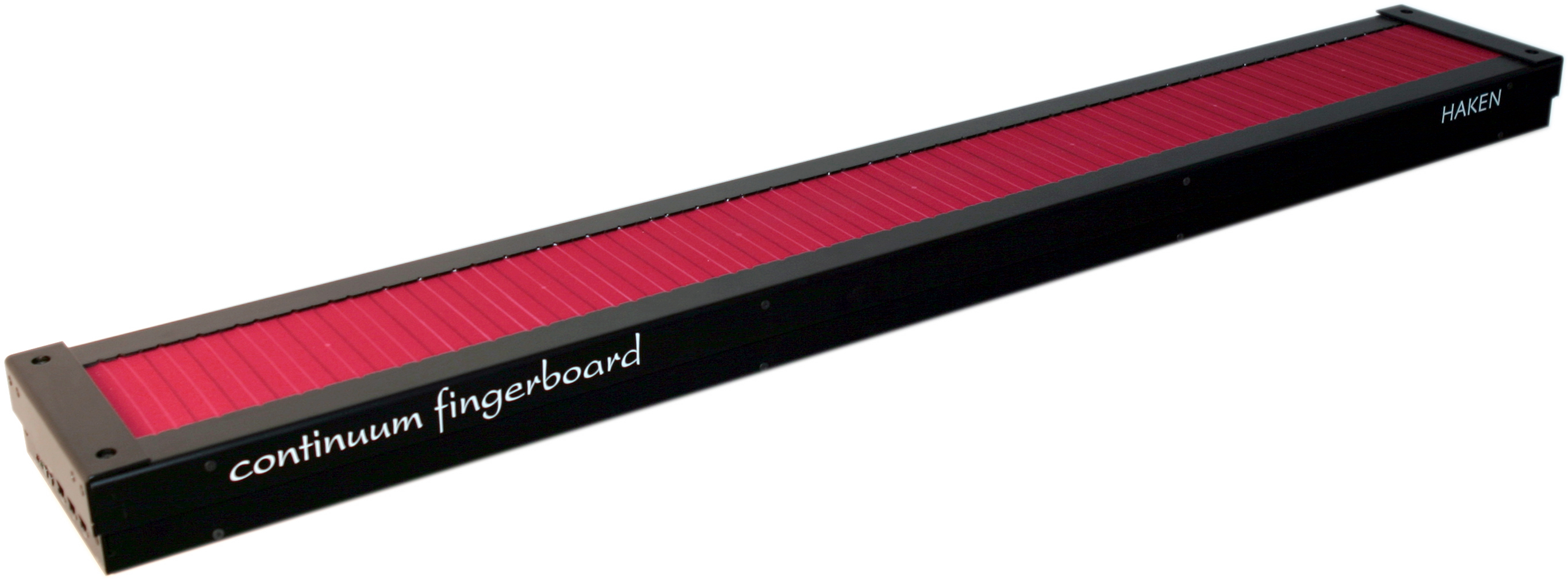
Ein Continuum

Das Continuum ist ein von Lippold Haken entwickelter und von Haken Audio vertriebener MIDI-Controller und integrierter Synthesizer.

## Funktionsweise

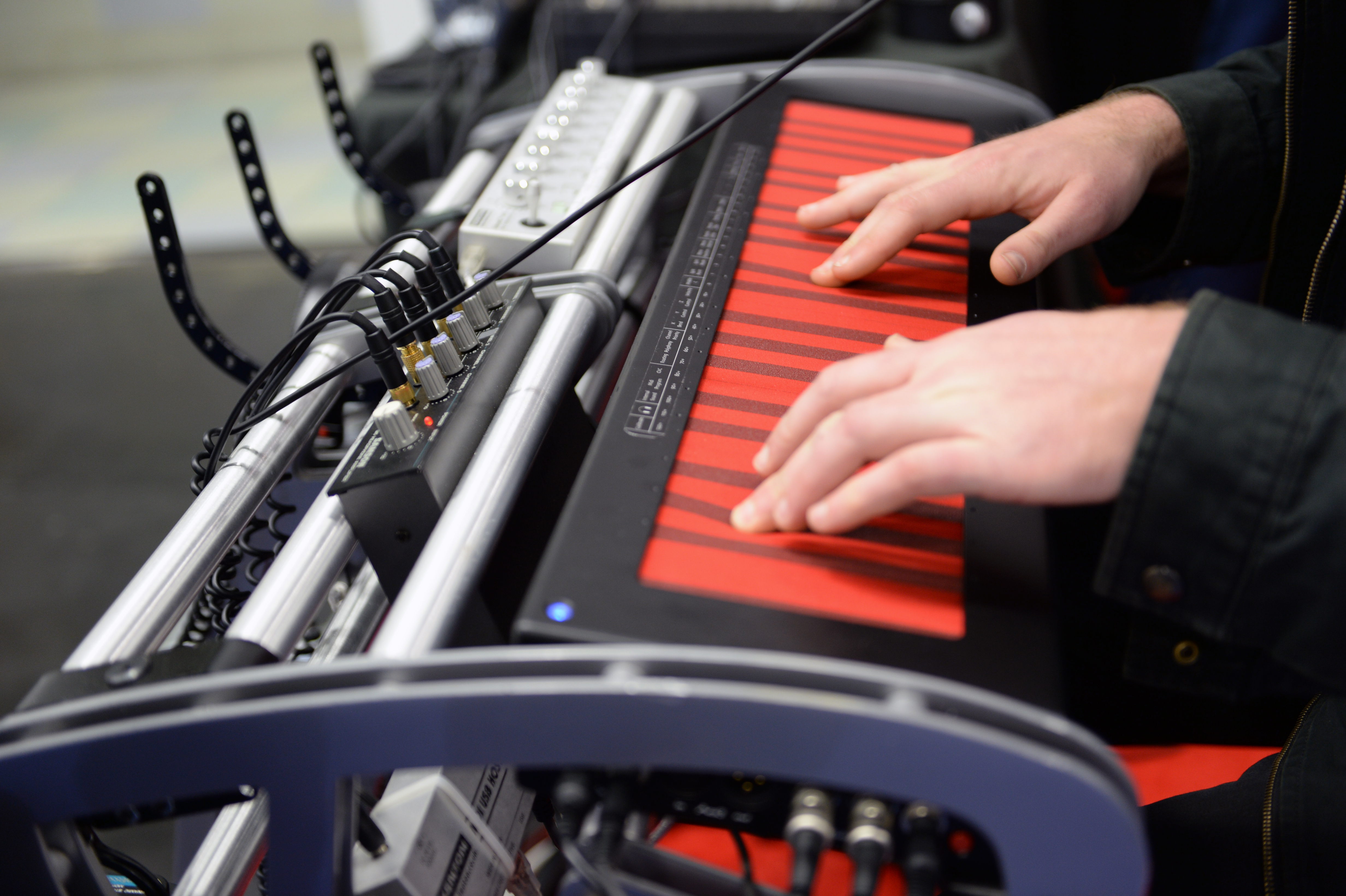
Ein Continuum in Verwendung

Das Continuum besitzt eine weiche Oberfläche aus Neopren, die ca. 19 cm breit und je nach Version entweder 137 cm oder 72 cm lang ist. Durch darunter angebrachte Metallstäbe, die oben wie unten gefedert aufgehängt und mit jeweils einem Halleffekt-Sensor ausgestattet sind, wird jede Berührung durch die Finger mit einer zeitlichen Auflösung von 0,33 ms (Millisekunden) gemessen. Der Punkt, an dem die Berührung stattfindet, wird zwischen einer Reihe von umliegenden Sensoren interpoliert und in drei Dimensionen aufgezeichnet.
Die erste Dimension bezeichnet die Position auf der Länge des Continuum, damit wird die Tonhöhe bestimmt. Durch die nicht unterteilte Oberfläche kann bis zu 1 Cent genaues Pitchbending durchgeführt werden.
Die zweite Dimension bezeichnet die Position auf der Breite des Continuum, damit wird je nach Einstellung die Klangfarbe beeinflusst, z. B. kann das Continuum so eingestellt werden, dass ein Ton weiter oben auf einer Taste mehr Nachhall besitzt als ein weiter unten auf der Taste gespielter Ton.
Die dritte Dimension bezeichnet den Druck, der auf die Oberfläche ausgeübt wird, damit können dynamische Effekte erzeugt werden. Ein Vibrato etwa entsteht, wenn der Druck schnell verstärkt und wieder normalisiert wird.
Seit einigen Jahren verfügen die Modelle über eine eigene Klangerzeugung. Das Continuum kann außerdem über einen MIDI-Ausgang entweder in Form von MIDI-MPE+ oder, über den CVC als 12 Kanäle von Steuerspannungen an ein Klangmodul (wie etwa einen Synthesizer) angeschlossen werden.

## Musiker, die mit dem Continuum arbeiten (Auswahl)
Der Käufer des ersten Continuum Fingerboards im Jahr 1999 war der kanadische Sound-Designer Edmund Eagan. Anfangs verwendete er den Controller zur Steuerung seiner Kyma-Workstation, aber bald erkundigte er sich nach der Möglichkeit, ein eigenständiges Instrument zu implementieren. Die SHARC DSP-Prozessoren, deren Hauptaufgabe im schnellen Abtasten aller Eingänge lag, hatten genügend Kapazität, um die interne Klangsynthese zu unterstützen. In den folgenden Jahren führte die enge Zusammenarbeit von Ingenieur und Sound-Designer zur Entwicklung der Eagan-Matrix, die inzwischen vom Originalinstrument entkoppelt und in das eigenständige Osmose sowie das Eurorack-Eaganmatrix-Modul integriert wurde.
Einer der anderen, und möglicherweise der berühmteste Nutzer ist Jordan Rudess von Dream Theater, der auch bereits an der Entwicklung beteiligt war.
John Williams verwendete das Continuum für den Soundtrack des Films Indiana Jones und das Königreich des Kristallschädels.
Lou Reed verwendete das Continuum auf dem Album Lulu. Auch der für seinen experimentellen Stil bekannte Musiker und DJ Amon Tobin gibt an, das Fingerboard häufig einzusetzen.
Der deutsche Musiker und Sounddesigner Bernd Michael Land spielt auf seinen Konzerten life auf dem Continuum.